# Druhá vláda Yvese Leterma
Druhá vláda Yvese Leterma působila jako vláda Belgie v období od 24. listopadu 2009 do 6. prosince 2011. Vláda podala 22. dubna 2010 demisi, kterou král Albert II. 26. dubna přijal, působila však až do sestavení nového kabinetu. Vedl ji Yves Leterme [if leterm] z Křesťanskodemokratické a vlámské strany (CD&V).
Ve vládě bylo zastoupeno celkem 6 stran: Socialistická strana (PS), Křesťanskodemokratická a vlámská strana (CD&V), Reformní hnutí (MR), Vlámští liberálové a demokraté (Open Vld) a Humanistický demokratický střed (CDH).

## Pád kabinetu a vláda v demisi
Příčinou pádu vlády byl spor koaličních stran ohledně volebního obvodu Brussels-Halle-Vilvoord. Tento spor sahá až do Letermovy první vlády. Ústavní soud v roce 2003 rozhodl, že pravidla, aplikovaná v tomto volebním obvodě jsou postavena na diskriminujících principech. Poté, co nebylo nalezeno řešení tohoto sporu, opustila vlámská strana Open Vld vládní koalici. 22. dubna nabídl předseda vlády Leterme králi Albert II. demisi. Ten ji přijal 26. dubna poté, co selhaly rozhovory i s Didierem Reyndersem ze strany Reformního hnutí (MR). 13. června 2010 se následně konaly předčasné volby.
Ačkoli parlamentní volby proběhly už v červnu, vítězné strany Nová vlámská aliance (N-VA, vítěz ve Vlámsku) a Socialistická strana (PS, vítěz ve Valonsku) se více než rok nebyly schopny dohodnout na koaliční vládě. Belgie tak vytvořila nový světový rekord v délce koaličního vyjednávání. Novou vládu Elia Di Rupa jmenoval král až 6. prosince 2011, zemi tak do jmenování vlády spravovala nadále Letermova druhá vláda v demisi. Nová vlámská aliance se součástí nové koalice nakonec nestala.

## Složení vlády

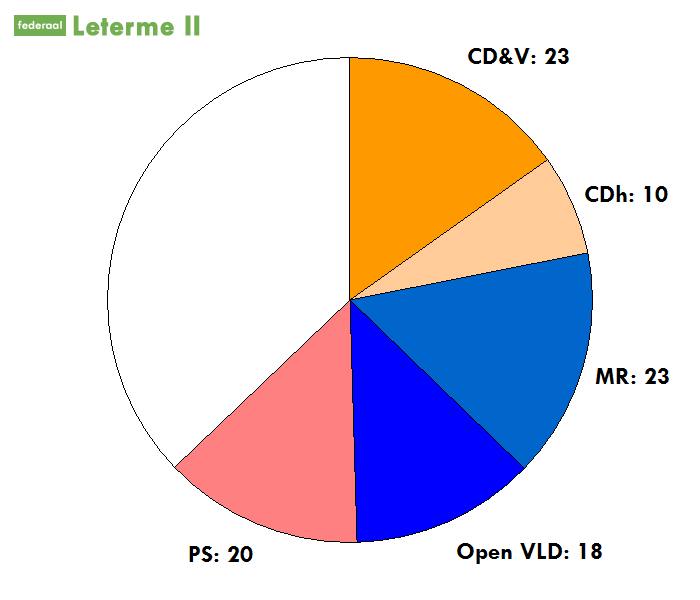
Koaliční strany podle počtu mandátů v parlamentu

Kabinet sestával z 15 ministrů, 6 státních tajemníků a jednoho vládního komisaře. U státních tajemníků je v závorce uvedeno ministerstvo jejich působnosti.
| Portfej                                                                                                | Ministr                  | Strana | Strana   | Nástup do úřadu    | Odchod z úřadu   |
| --- | ------------------------ | ------ | -------- | ------------------ | ---------------- |
| Předseda vlády                                                                                         | Yves Leterme             |        | CD&V     | 24. listopadu 2009 | 6. prosince 2011 |
| Místopředseda vlády a ministr financí a ústavních reforem                                              | Didier Reynders          |        | MR       | 24. listopadu 2009 | 6. prosince 2011 |
| Místopředsedkyně vlády a ministryně sociálních věci a veřejného zdraví                                 | Laurette Onkelinxová     |        | PS       | 24. listopadu 2009 | 6. prosince 2011 |
| Místopředseda vlády a ministr rozpočtu                                                                 | Guy Vanhengel            |        | Open Vld | 24. listopadu 2009 | 6. prosince 2011 |
| Místopředseda vlády a ministr zahraničních věcí a ústavních reforem                                    | Steven Vanackere         |        | CD&V     | 24. listopadu 2009 | 6. prosince 2011 |
| Místopředsedkyně vlády a ministryně práce a rovných příležitostí                                       | Joëlle Milquetová        |        | CDH      | 24. listopadu 2009 | 6. prosince 2011 |
| Ministryně vnitra                                                                                      | Annemie Turtelboomová    |        | Open Vld | 24. listopadu 2009 | 6. prosince 2011 |
| Ministryně živnostníků, zemědělství a vědy                                                             | Sabine Laruellová        |        | MR       | 24. listopadu 2009 | 6. prosince 2011 |
| Ministr spravedlnosti                                                                                  | Stefaan De Clerck        |        | CD&V     | 24. listopadu 2009 | 6. prosince 2011 |
| Ministr obrany                                                                                         | Pieter De Crem           |        | CD&V     | 24. listopadu 2009 | 6. prosince 2011 |
| Ministr důchodů a velkých měst                                                                         | Michel Daerden           |        | PS       | 24. listopadu 2009 | 6. prosince 2011 |
| Ministr pro rozvojovou spolupráci a evropské záležitosti (Do 14. února 2011 pro rozvojovou spolupráci) | Charles Michel           |        | MR       | 24. listopadu 2009 | 14. února 2011   |
| Ministr pro rozvojovou spolupráci a evropské záležitosti (Do 14. února 2011 pro rozvojovou spolupráci) | Olivier Chastel          |        | MR       | 14. února 2011     | 6. prosince 2011 |
| Ministr ovzduší a energie                                                                              | Paul Magnette            |        | PS       | 24. listopadu 2009 | 6. prosince 2011 |
| Ministr podnikání a zjednodušení                                                                       | Vincent Van Quickenborne |        | Open Vld | 24. listopadu 2009 | 6. prosince 2011 |
| Ministryně státní správy a veřejných společností                                                       | Inge Vervottová          |        | CD&V     | 24. listopadu 2009 | 6. prosince 2011 |
| Portfej                                                                                                | Státní tajemník          | Strana | Strana   | Nástup do úřadu    | Odchod z úřadu   |
| Státní tajemník pro mobilitu (Předseda vlády)                                                          | Etienne Schouppe         |        | CD&V     | 24. listopadu 2009 | 6. prosince 2011 |
| Státní tajemník pro koordinaci boje s podvody (m. spravedlnosti)                                       | Carl Devlies             |        | CD&V     | 24. listopadu 2009 | 6. prosince 2011 |
| Státní tajemník pro finance (m. financí)                                                               | Bernard Clerfayt         |        | MR       | 24. listopadu 2009 | 6. prosince 2011 |
| Státní tajemník pro boj s chudobou (m. sociálních věcí a veřejného zdraví)                             | Jean-Marc Delizée        |        | PS       | 24. listopadu 2009 | 6. prosince 2011 |
| Státní tajemník pro zdravotně postižené (m. sociálních věcí a veřejného zdraví)                        | Philippe Courard         |        | PS       | 24. listopadu 2009 | 6. prosince 2011 |
| Státní tajemník pro rozpočet (m. rozpočtu)                                                             | Melchior Wathelet        |        | CDH      | 24. listopadu 2009 | 6. prosince 2011 |
| Státní tajemník pro evropské záležitosti                                                               | Olivier Chastel          |        | MR       | 24. listopadu 2009 | 14. února 2011   |

### Změny ve vládě
Vláda měla původně 7 státních tajemníků. 14. února 2011 rezignoval Charles Michel na pozici ministra pro rozvojovou spolupráci, aby se tak mohl stát předsedou strany MR. Ve své funkci byl nahrazen státním tajemníkem pro evropské záležitosti Olivierem Chastelem, který se tak stal ministrem pro rozvojovou spolupráci a evropské záležitosti. Vláda tak přišla o jednoho člena.